# 한뫼도서관
한뫼도서관은 경기도 고양시 일산서구 일산2동 소재의 시립 도서관이다.

## 연혁
- 2008년 3월 21일 고양시립한뫼도서관 개관

## 시설현황
- 4층: 옥상정원
- 3층: 디지털자료실, 열람실, 시청각실, 세미나실
- 2층: 종합자료실, 수서정리실, 문화교실, 사무실
- 1층: 어린이자료실, 연속간행물실
- 지하 1층: 보존서고, 식당, 쉼터

## 이용 안내
이용시간
- 열람실: 하절기(3월~10월) 07:00 ~ 23:00 / 동절기(11월~2월) 08:00 ~ 23:00
- 종합자료실: 월~목 09:00 ~ 22:00 / 토~일 09:00 ~ 18:00
- 어린이자료실: 매일 09:00 ~ 18:00
- 연속간행물실(정기간행물실): 매일 09:00 ~ 18:00
- 디지털자료실(정보검색실): 월~목 09:00 ~ 22:00 / 토~일 09:00 ~ 18:00

휴관일
- 매주 금요일, 국가공휴일